# 저취시생활
《저취시생활》(这就是生活)은 2020년 방송되었던 중국의 드라마이다.

## 소개
- 투자은행 임원 남자 주인공과 직장 초년생 여자 주인공이 결혼 후 사랑과 가정, 일에 어려움을 겪으며 성장해 가는 모습을 그린 드라마

## 등장 인물
- 류카이웨이 - 관일학 역
- 천두링 - 예샤오바이 역
- 정위 (郑伟) - 류하 역
- 이강 (李强) - 자오푸청 역
- 황숴원 - 가오산 역